# Xã Novi, Michigan
Xã Novi (tiếng Anh: Novi Township) là một xã thuộc quận Oakland, tiểu bang Michigan, Hoa Kỳ. Năm 2010, dân số của xã này là 150 người.